# پائولا مارشال
 پائولا مارشال (انگلیسی: Paula Marshall؛ زادهٔ ۱۲ ژوئن ۱۹۶۴) یک هنرپیشه اهل ایالات متحده آمریکا است.
از فیلم‌ها یا برنامه‌های تلویزیونی که وی در آن نقش داشته است می‌توان به گری مجرد ، دوجینش ارزان‌تر است ، عصر جدید و نقش آیریس وست در مجموعه تلویزیونی فلش (۱۹۹۰) اشاره کرد.